# Аптека-музей имени Антонины Лесневской
Аптека-музей имени Антонины Лесневской (пол. Muzeum Farmacji im. mgr Antoniny Leśniewskiej) — исторический музей в городе Варшава в Польше, собрания которого посвящены истории аптечного дела в Варшаве. Основан 26 января 1985 года. Является филиалом музея Варшавы. Расположен на первом этаже исторического здания на Пивной улице.

## История
Музей основан по инициативе президента Варшавского отделения Польского фармацевтического общества Казимежа Радецкого при поддержке Фармацевтической компании «CEFARM» в Варшаве. Открыт 26 января 1985 года. Назван в честь Антонины Лесневской, предшественницы эмансипации женщин в области аптечного дела и первой польки, получившей степень провизора, а затем магистра фармакологии. Вначале музей располагался в доме Матиаса Таубенхауса на Маршалковской улице, где в 1933 году действовала аптека под управлением Антонины Лесневской. В 1996 году музей находился на территории главного офиса «CEFARM» на улице Скерневицкой. С апреля 2006 года располагается на первом этаже исторического дома на Пивной улице, в котором ранее жил архитектор Тильман ван Гамерен.
В собрания музея входит около двух с половиной тысяч экспонатов, связанных с аптечным делом, и его коллекции постоянно растут. Библиотека музея насчитывает две тысячи шестьсот изданий. С 2002 года музей является филиалом музея Варшавы.

## Собрания
Аптека-музей один из самых маленьких музеев в Варшаве. Его постоянная экспозиция занимает три зала. В первом представлены интерьеры из аптеки Марцина Олеховского в Воломине и муниципальной аптеки в Блоне в межвоенный период, вместе с первым аптечным столом и кассовым аппаратом. Мебель аптеки в Воломине была изготовлена из дерева грецкого ореха и груши местным плотником Игнатовичем по заказу провизора Марцина Олеховского, который также был автором проекта. Наиболее ценными экспонатами являются четыре деревянных настенных шкафа под хрустальным стеклом и аналогичные шкафы-прилавки для лекарств. В экспозиции также представлены оригинальные фарфоровые, стеклянные и хрустальные сосуды и картонная упаковка для лекарственных препаратов, которые были переданы в дар музею аптеками и жителями Варшавы.
В музее также представлена лаборатория для изготовления медицинских препаратов, среди экспонатов которой таблеточный пресс 1903 года из Московского университета и раствор, используемый для дробления ядов. В собраниях музея находятся и другие фармацевтические устройства, в том числе прессы, таблеточницы и перколяторы. Ценным экспонатом являются также аптечные часы A. Модро 1910 года, почти полное аптечное лабораторное оборудование 1973 года из аптеки в Пясечно и историческая литература. Последняя включает «Главную книгу аптек с 1895 по 1898 год», набор «Фармацевтических календарей с 1921 по 1930 годы» Франциска Ирода, набор «Медицинской библиографии XIX века» Станислава Конопки в тринадцати томах, «Фармацевтическую энциклопедию» в двенадцати томах, издания «Акты польской фармацевтики» и «Вестник фармакологии».
В 2011 году музей приобрёл самую старую аптечную мебель в Варшаве, созданную на рубеже XVIII и XIX веков, которая ранее принадлежала аптеке, работавшей на первом этаже снесённого дома Амброшкевича на площади Святого Александра (ныне площадь Трёх Крестов). В апреле 1860 года её владельцем стал известный фармацевт Генрик Клаве. В 1970-х годах дом, переживший войну, был снесен, а мебель перенесена в аптеку на улице Краковское предместье. В 2011 году после закрытия этой аптеки мебель попала в музей.
В аптеке-музее есть постоянная экспозиция, посвященная японской народной аптеке. Аптечки первой помощи и лекарства японских путешествующих фармацевтов были подарены музею семьёй Кашимото. Самые старые экспонаты включают коллекцию аптечных сосудов из аптеки, действовавшей с 1602 года в Королевском замке, которые были обнаружены во время археологических раскопок. В музее также находятся предметы, имеющие отношение к разным областям медицины, в том числе хирургические, гинекологические и стоматологические инструменты. В дополнение к постоянной экспозиции, музей организовывает лекции, а также учебные занятия для начальных и средних школ. Архив и библиотека музея также доступны для посетителей.